# Eparchia di Alapaevsk

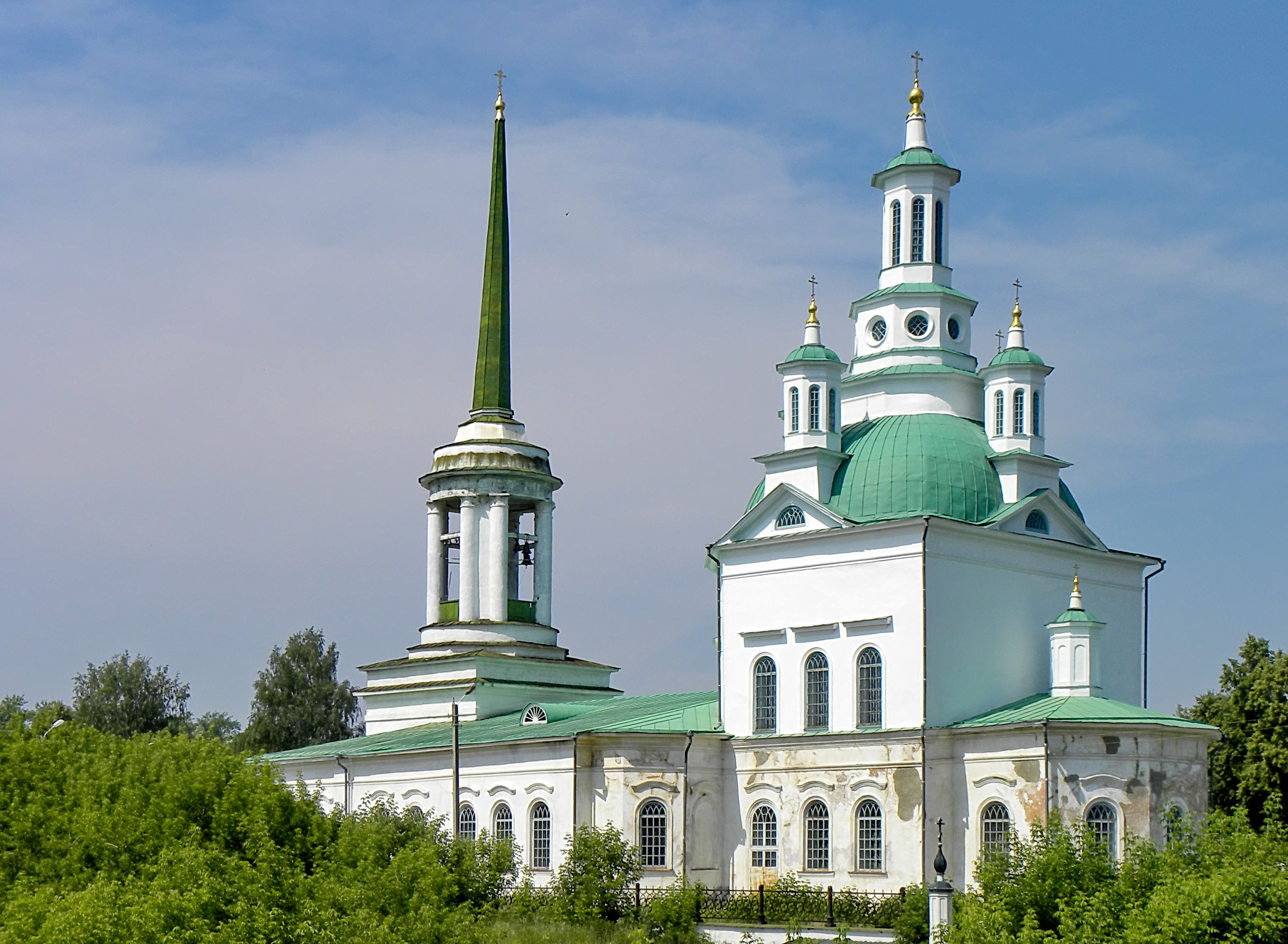
La cattedrale della Santissima Trinità di Alapaevsk.

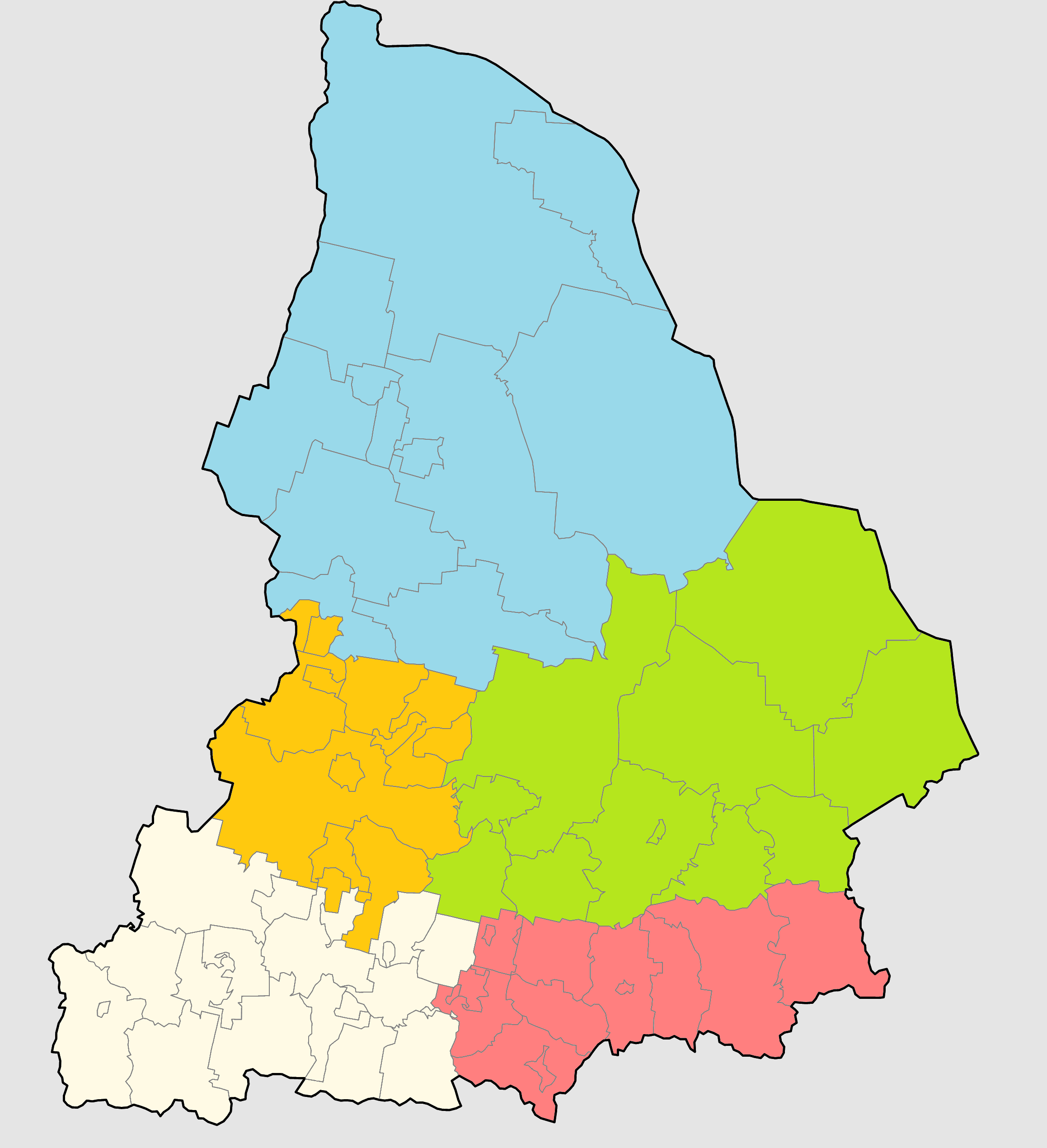
Mappa della metropolia di Ekaterinburg; in verde l'eparchia di Alapaevsk.

L'eparchia di Alapaevsk (in russo: Алапаевская епархия) è una diocesi della Chiesa ortodossa russa, appartenente alla metropolia di Ekaterinburg.

## Territorio
L'eparchia comprende la parte centro-orientale dell'oblast' di Sverdlovsk nel circondario federale degli Urali.
Sede eparchiale è la città di Alapaevsk, dove si trova la cattedrale della Santissima Trinità. L'eparca ha il titolo ufficiale di «eparca di Alapaevsk e Irbit».

## Storia
L'eparchia di Alapaevsk è stata eretta il 28 dicembre 2018 ricavandone il territorio dalle eparchie di Ekaterinburg e di Kamensk-Ural'skij.